# Lesní Hluboké
Lesní Hluboké är en ort i Tjeckien.   Den ligger i regionen Södra Mähren, i den sydöstra delen av landet, 160 km sydost om huvudstaden Prag. Lesní Hluboké ligger 511 meter över havet och antalet invånare är 181.
Terrängen runt Lesní Hluboké är platt västerut, men österut är den kuperad. Runt Lesní Hluboké är det ganska tätbefolkat, med 90 invånare per kvadratkilometer. Närmaste större samhälle är Ivančice, 19,3 km söder om Lesní Hluboké. I omgivningarna runt Lesní Hluboké växer i huvudsak blandskog.